# Sakina M'sa
Sakina M’sa, est une créatrice de mode française d’origine comorienne, fondatrice de sa marque homonyme. Elle vit et travaille à Paris. 

## Biographie

### Enfance
Sakina M'sa est née  aux Comores,,, d’un père ouvrier boucher et d’une mère au foyer. Elle est l’aînée d’une famille de six enfants. En 1974, les parents de Sakina arrivent en France et s’installent à Marseille. 
C’est en achetant des livres d’occasion dans le quartier populaire où s’est installée la famille à Marseille, que Sakina découvre la littérature française. Elle apprend à lire et à parler le français en un an grâce à ces lectures de Boris Vian, Baudelaire, Rimbaud, Verlaine, Lautréamont. Dans la ville, une affiche annonce un spectacle de Tadeusz Kantor. Sakina est touchée par le matériau du vêtement de la comédienne, la gravité et la fragilité qui s’en dégagent. Elle fait le mur et casse sa tirelire pour assister au spectacle. Une révélation. À 14 ans, elle est punk et réalise à partir de nappes en toiles ciré, de torchons, et de boites de conserves, sa première collection,, qu'elle présente au collège en fin d’année scolaire. Cette période est nourrie par la découverte de Vivienne Westwood, Jean-Paul Gaultier, Madeleine Vionnet, Cristobal Balenciaga, Elsa Schiaparelli et Gabrielle Chanel….

### Débuts professionnels
Maryline Bellieud –Vigouroux, directrice de l’espace mode à Marseille, fascinée par son énergie, finance une partie de ses études avec son Institut. Parallèlement à cette formation, Sakina fait un stage auprès de Geneviève Sevin-Doering. Cette rencontre transformera toute sa vision du vêtement.
Elle monte à Paris en 1992, travaille et développe le concept du tissu social (l'intégration des exclus par la mode) en Seine-Saint-Denis (93). Elle collabore avec des maisons de retraites, des centres de quartiers, fait défiler des grands, des gros, des petits, des atypiques qui font partie de son tissu social.

### Développement
En 2001, elle intègre le calendrier IN des créateurs. Au premier rang de ses défilés on découvre le philosophe post moderniste Jean Baudrillard qui a soutenu son travail. Elle crée un lien entre différentes personnalités publiques, "mamas" des quartiers, conservateurs et des travailleurs sociaux...
En 2002, elle distribue ses collections aux Galeries Lafayette, et chez Maria Luisa en 2004.
La création d’une collection pour le catalogue La Redoute en 2006, lui permet d'accéder à une distribution plus large.
En 2007, elle présente l’exposition l’Etoffe des héroïnes au Petit Palais, qui met en lumière le vêtement recyclé, en collaboration avec des publics d’Emmaüs et d’associations de quartier.
Elle est l’auteur du livre Robes des possibles, paru aux éditions Filigranes.
Sa recherche sur le vêtement social l’amène à créer une entreprise d’insertion par le beau.
En 2009, elle est présidente du jury national Envie d'agir. En 2010, exposition au Musée d’art et du design de New-York. Cette même année, François Pinault lui remet le prix de la Fondation PPR pour la dignité des Droits des femmes,. En 2012, elle fait défiler les détenues de la maison d’arrêt des femmes de Fleury-Mérogis, lors d’une « fashion week en prison », accompagnée par MC Solaar,
Styliste plasticienne, son travail est sollicité à travers le monde (Brésil, États-Unis, Afrique du Sud, France…)
Elle a été en résidence au 104 où elle a présenté l’exposition  Bleutotype,  sur la base du bleu de travail recyclé. Elle est la conceptrice de  l’uniforme du personnel d’accueil de ce lieu de production artistique. Désormais, sa marque de fabrique se distingue par le bleu de travail qu’elle détourne en élément couture, dans ses collections. C'est un vêtement pour les « Working Classe Heroes. »
Elle est installée rue des Gardes, dans le quartier de la Goutte-d'Or, avec une boutique rue Volta dans le troisième arrondissement.
Elle est participe à la création du manifeste pour un écosystème de la mode au XXIe siècle qui réunit des marques de mode et de "life style" engagées.
En 2015, elle ouvre son tout premier concept store durable au sein du haut marais. Situé au 42 rue Volta, le Front de Mode réunit aujourd'hui plus d'une cinquantaine de marques durables. 
En Avril 2019 sort son tout premier film "Mode D'évasion" co-réalisé avec Laurent Cantet. 

## Distinctions
- 1997 : Lauréate nationale Défi jeunes.
- 2000 : Prix de la Fondation de France.
- 2001 : Grand Prix de la Biennale internationale du design de Saint-Étienne.
- 2008 : Grand Prix de la Création de la Ville de Paris, catégorie Mode confirmée.
- Prix Femina du « Journal du Dimanche, version Femina ».
- 2010 : Prix de la  fondation Kering contre les violences faites aux femmes.
- 2011 : Prix des Femmes pour le Développement Durable magazine Grazia.
- 2014 : Prix de la fondation d'entreprise EY pour les métiers manuels.

## Publication
Auteur du livre « Robes des possibles », paru aux éditions Filigranes en septembre 2007. 
Sakina M’Sa rend hommage à ses héroïnes, les femmes ordinaires qui participent à ses ateliers, mais aussi Marianne Faithfull, Agnès Varda, Louise Bourgeois.